# Julien Dupré
Julien Dupré (París, 18 de marzo de 1851-ibíd., 16 de abril de 1910 fue un pintor francés, uno de los principales representantes del realismo francés en la pintura del siglo XIX.
Su obra, junto con la de Breton y Millet, ejerció gran influencia en el desarrollo de la temática agraria del realismo socialista, de manera particular en la Unión Soviética y la República Popular China.

## Al arte por la guerra

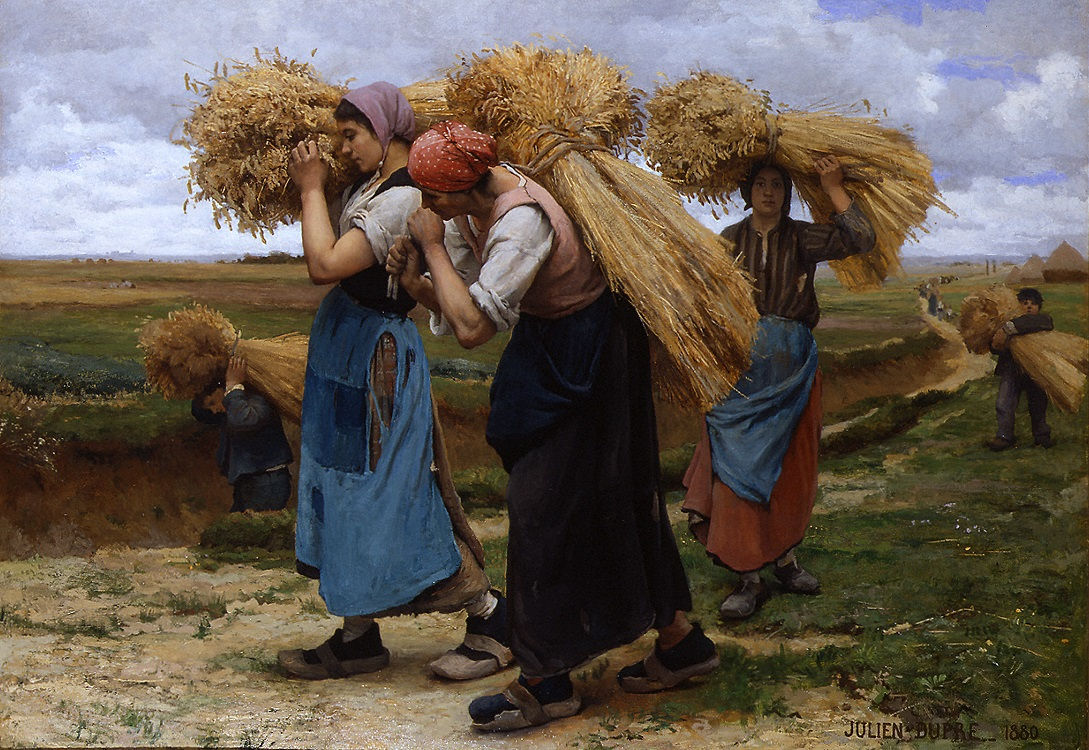
Mujeres cargando heno, 1880
Galerías Rehs, Inc., Nueva York

Hijo del joyero Jean Dupré y Pauline Bouillie, comenzó su vida adulta como empleado en una tienda de encajes antes de entrar en el negocio de joyería de su familia.
El 2 de enero de 1870, la dictadura de Napoleón III se convirtió en monarquía constitucional. Ocho meses después, el 19 de julio, Francia declara la guerra a Prusia y se inicia la guerra franco-prusiana (1870-1871). Entre el 9 y el 18 de septiembre, las tropas prusianas rodean la capital francesa. Con el sitio de París, los Dupré se ven obligados a cerrar la tienda y Julien comenzó a asistir a cursos nocturnos en la Escuela de Artes Decorativas. A través de estas clases obtuvo acceso a L´École des Beaux-Arts.

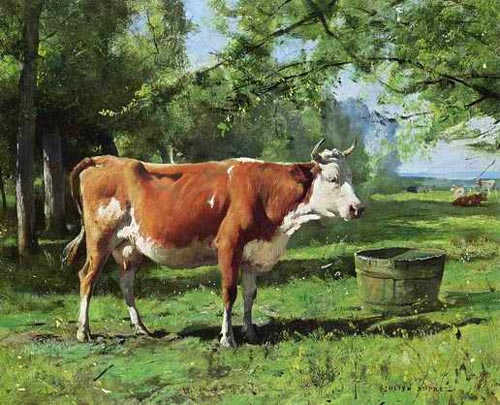
La vaca en el bebedero. Óleo de Julien Dupré.

En l'Ecole estudió con Isidoro Pils (1813-1875) y Henri Lehmann (1814-1882).

## Realismo y campesinado
A mediados de la década de 1870 se fue a Picardía para ser alumno del pintor naturalista, de género rural, Désiré-François Laugée (1823-1896), con cuya hija, Marie Françoise Eléonore, se casaría en 1876, año en que expuso su primera pintura en el Salón de París.
A semejanza de Jean-François Millet, Bouguereau y Jules Breton, a quienes admira, Dupré es uno de los mejores pintores de animales de su tiempo. Observó y pintó con fidelidad la vida de los campesinos, jugando con la luz. Dio profundidad a su pintura acentuando los efectos y haciendo resaltar la fuerza de sus obras.
Radicado por largo tiempo en el número 20 del Boulevard Flandrin en el distrito XVI de París, solía abandonar su estudio para ir a pintar la naturaleza in situ, en la campiña.
Más conocido en los Estados Unidos, muchas de sus pinturas se encuentran en museos americanos. Expuso en el Salón de París con regularidad hasta su muerte y recibió la Medalla de Oro en la Exposición Universal de París de 1889 y la Legión de Honor en 1892.
En 1891 Marion H. Speilman, en su artículo titulado "La vaca blanca" (La Revista de Arte, 1891, vol. 14, p. 415), describe a Dupré como:
"... uno de los artistas de mayor crecimiento de la escuela francesa. Individual en su trabajo, preciso en calidad de observador, serio como un pintor, sano en sus instintos e intensidad artística, en sus impresiones y traducción de ellas... siempre es una de las atracciones en el Salón."
La crítica moderna ha reconocido la singularidad de las pinturas de Dupré en la representación de las campesinas francesas:
"Los temas de Dupré son inusuales en varios aspectos. Más que cualquier otro artista activo hasta el presente, sus cuadros muestran a las mujeres vigorosamente agitando heno de la tierra, con las horquillas y rastrillos. Algunas de estas pinturas tienen vagamente títulos con el motivo genérico, como "campo de trigo," pero todas tienen, evidentemente, la intención de representar a la mujer hermosa llena de glamour en ropa colorida mientras arroja el heno con energía masculina. Vistos sus cuadros alineados, se pueden leer casi como fotogramas de una película documental."

## Obras en colecciones públicas
Niños alimentando a los gansos (1881) - Museo de Bellas Artes de Boston, MA.

El recolector (c.1880/1) - Huntington Museum of Art, Huntington, WV

En la pradera (1882) - Universidad de Washington Art Gallery, St. Louis, MO.

Escena en el heno (1882) - Universidad de Washington Art Gallery, St. Louis, MO.

En la pradera (1883) - Universidad de Kentucky, el Museo de Arte, Lexington, KY.

Escena en el heno (1884) - St. Louis Art Museum, St. Louis, MO.

Los segadores'' (1885) - Appleton Museum of Art, Ocala, FL.

El segador (1886) - Worcester Art Museum, Worcester, MA.

Le Ballon (1886) - Reading Public Museum y la Galería de Arte, Reading, PA.

La siega del heno (1892) - Museo de Bellas Artes de Boston, MA.

Regreso de los campos (sin fecha) - Joslyn Art Museum, Omaha, NE.

Joven campesina con ovejas - Museo de Bellas Artes de San Francisco, CA.

La hora del ordeño - Museo de Bellas Artes de San Francisco, CA.

Mujeres en los campos - Bowdoin College Museo de Arte, Brunswick, ME.

La joven pastora'' - San Diego Museum of Art, San Diego, CA.

Joven ganado Riego - Museo de Bellas Artes de Boston, MA.

Hogar de la pradera - Columbia Museum of Art, Columbia, SC